# اودسا (اورگن)
اودسا (به انگلیسی: Odessa) یک منطقهٔ مسکونی در ایالات متحده آمریکا است که در شهرستان کلاماث، اورگن واقع شده‌است. اودسا ۱٬۲۶۳٫۱۱ متر بالاتر از سطح دریا واقع شده‌است.